# 簡慧真
簡慧真（1967年9月4日—1999年8月16日），香港女演員，曾與李小龍之子李國豪合作演出《龍在江湖》，兩人甚為好友。也演出不少知名電影，例如《霸王花》系列、《英雄本色2》。

## 生平
簡慧真出生於馬來西亞檳城，母親是馬來西亞人，父親是當地華僑及香港六福珠寶的大股東，而她出生後便跟著爸爸回香港發展。

## 病逝
簡慧真經常頭疼，1997年被檢查發現罹患腦癌，之後曾動過數次手術治療，但不久再度復發。1999年7月24日上午，簡慧真突發全身痙攣，被緊急送至伊利沙伯醫院救治。由於病情惡化，其後8月16日下午二時，簡慧真病逝於伊利沙伯醫院，享年31歲。

## 演出作品

### 電影
| 年份   | 電影名稱           | 角色            |
| 1985年 | 《水儿武士》       |                 |
| 1986年 | 《我要金龟婿》     |                 |
| 1986年 | 《龙在江湖》       | May             |
| 1986年 | 《青春怒潮》       |                 |
| 1986年 | 《开心鬼精灵》     | Regina          |
| 1987年 | 《英雄本色II》     | 龍曉暉（Peggy） |
| 1987年 | 《A计划续集》      | Regina          |
| 1988年 | 《爱情谜语》       |                 |
| 1988年 | 《霸王花》         | 阿琳            |
| 1988年 | 《吉屋藏娇》       |                 |
| 1989年 | 《一眉道人》       | 修女            |
| 1989年 | 《傲气雄鹰》       | Sarah           |
| 1989年 | 《省港双雄》       |                 |
| 1989年 | 《火舞俪人》       |                 |
| 1989年 | 《奇迹》           |                 |
| 1989年 | 《哗鬼有限公司》   | Pauline         |
| 1989年 | 《神勇飞虎霸王花》 |                 |
| 1990年 | 《义胆雄心》       | Cindy           |
| 1991年 | 《赢钱专家》       | 阿珍            |
| 1992年 | 《梦醒时分》       |                 |
| 1992年 | 《赌谋计中计》     |                 |

### 電视剧
| 年份   | 電视剧名稱                                                | 角色 |
| 1989年 | 《男大当差》 邓浩光、连伟健、叶晨                         |      |
| 1990年 | 《警花90》                                                |      |
| 1998年 | 香港電台《打工仔：一世人打兩份工》 （页面存档备份，存于） | 阿貞 |

### 廣告
- 1986年：柯達萬利寶
- 1987年：北京同仁堂李時珍商標北京白鳳丸